# Toga (biljni rod)
Toga, rod jednosupnica u porodici kozlačevki. Postoji 6 priznatih vrsta, sve su endemi sa Bornea.

## Vrste
1. Toga alatensis (S.Y.Wong, S.L.Low & P.C.Boyce) S.Y.Wong & P.C.Boyce
2. Toga hippocrepis (P.C.Boyce & S.Y.Wong) S.Y.Wong & P.C.Boyce
3. Toga perplexa (S.Y.Wong, S.L.Low & P.C.Boyce) S.Y.Wong & P.C.Boyce
4. Toga rostrata (Bogner & A.Hay) S.Y.Wong & P.C.Boyce
5. Toga surukensis (S.Y.Wong, S.L.Low & P.C.Boyce) S.Y.Wong & P.C.Boyce
6. Toga unca (P.C.Boyce & S.Y.Wong) S.Y.Wong & P.C.Boyce